# Armenfilm
Armenfilm (in armeno Արմենֆիլմ?, in russo Арменфильм?), nota anche come Hayfilm (in armeno Հայֆիլմ?), è uno studio cinematografico armeno con sede a Erevan. Lo studio è stato fondato il 16 aprile 1923 come unità di produzione della Commissione di Stato sovietica per il cinema con Daniel Dznuni come primo regista.
Armenfilm è stata venduta dallo Stato a investitori privati nel 2005 con una lunga lista di condizioni per rivitalizzare le attrezzature dello studio e per produrre nuovi contenuti. È stata ribattezzata CS Film Studios ma non è riuscita a produrre i nuovi lungometraggi richiesti. Nel 2015, il governo armeno ha deciso che la nuova gestione non aveva soddisfatto le condizioni della vendita e si è mossa per reclamare i beni dello studio.

## Storia
- 1923 - Viene creata l'organizzazione "Goskino" all'interno del Commissariato popolare per l'educazione dell'Armenia, così come l'associazione "Gosfotokino".
- 1928 - Lo studio viene ribattezzato "Armenkino".
- 1938 - Lo studio viene ribattezzato "Yerevan Film Studio".
- 1957 - Lo studio viene ribattezzato "Armenfilm".
- 1959 - Il settore dei cinegiornali e della televisione viene riassegnato allo Yerevan Studio of Documentary Films.
- 1966 - Lo studio prende il nome da Hamo Beknazarian.
- 2005 - La società cinematografica è stata venduta alla società "Armenia Studios" (parte della holding CS MEDIA CITY, che a sua volta è di proprietà dei membri della diaspora armena negli Stati Uniti - le famiglie Cafesjian e Sarkisian. Il nuovo proprietario si è impegnato a investire 66 milioni di dollari nello studio in 10 anni.
- 2015 - Lo studio è stato rivendicato dal governo armeno